# Roland Weiß
Roland Weiß (* 24. Januar 1956 in Mannheim; † 28. Dezember 2020 ebenda) war ein deutscher Politiker. Er war von 2004 bis 2006 Mitglied des Landtags von Baden-Württemberg.

## Leben und Beruf
Nach dem Abitur im Jahr 1977 in Mannheim war Roland Weiß als Rettungssanitäter tätig. Seit dem Jahr 1983 bis zur fristlosen Kündigung durch den Landesverband Baden-Württemberg des Arbeiter-Samariter-Bundes im Jahr 2010 war er Geschäftsführer des Regionalverbands Mannheim/Rhein-Neckar des Arbeiter-Samariter-Bunds. Ein Vergleich vor dem Arbeitsgericht Mannheim am 11. März 2011 sah jedoch unter Vorbehalt der Zustimmung des ASB-Landesverbandes vor, dass das Arbeitsverhältnis bis zum 30. Juni 2011 bestehen sollte. Weiß war verheiratet und hatte zwei Kinder. Er starb nach schwerer Krankheit im Dezember 2020.

## Politik
Im Jahr 1977 trat Weiß in die SPD ein und wurde 1995 Bezirksbeirat in Mannheim-Waldhof. Im Jahr 2000 wurde er Vorsitzender des SPD-Ortsvereins Mannheim-Gartenstadt. 2004 rückte er für den verstorbenen Max Nagel in den Landtag von Baden-Württemberg nach, dem er zwei Jahre angehörte. Im Jahr 2005 wurde er in den Mannheimer Gemeinderat gewählt. Nachdem seine Nominierung für die baden-württembergische Landtagswahl 2011 von der Mannheimer SPD zurückgezogen wurde, erklärte Weiß seinen Parteiaustritt und trat als Einzelkandidat an. Er erhielt 1527 Stimmen (3,18 %) und zog somit nicht in den Landtag ein.

Ab dem 1. Mai 2012 bildete er mit den drei Vertretern der Mannheimer Liste (ML) eine Fraktionsgemeinschaft.
Bei der Gemeinderatswahl am 25. Mai 2014 wurde Roland Weiß auf den dritten Platz bei der Mannheimer Liste (ML) gewählt. Im Jahr 2019 wurde er wiedergewählt.